# 낭성면
낭성면(琅城面)은 대한민국 충청북도 청주시 상당구의 면이다.

## 연혁
- 1914년 4월 1일 청주군 낭성면 (15법정리)

| 조선총독부령 제111호 |                                                                       |
| 구 행정구역 | 신 행정구역                                                           |
| 청주군 산내이상면 관기리/묵정리/감당리/호동 일부, 귀래동/도암리/삼곡리/도림리/문박동 일부, 문박동 일부/이목동 일부, 성대리, 이목동 일부, 호동 일부/관정리 | 낭성면 관정리, 귀래리, 문박리, 성대리, 이목리, 호정리                 |
| 청주군 산내이하면 갈산리/소암리/삼산리 일부, 태상/태중/쌍천/추곡/지산리 일부/무성리, 거죽리 일부/양지리 일부, 삼산리 일부/화문동, 지산리 일부/선동리/안건리/(산내이상면)이목동 일부, 추동리/산직리/송정리/안인동리 일부, 현암/차남/거죽리 일부/양지리 일부, 한시동/백포동/노계리/원동 일부 | 낭성면 갈산리, 무성리, 산성리, 삼산리, 지산리, 추정리, 현암리, 한계리 |
| 청주군 산내일면 인경리/하인경리/(산내이상면)한오리 일부/(산내이하면)마전동 | 낭성면 인경리                                                         |
- 1946년 6월 1일 청원군 낭성면
- 1947년 2월 1일 한계리가 가덕면으로 편입
- 1983년 2월 15일 산성리를 청주시로 편입
- 1989년 1월 1일 성대리를 미원면에 편입
- 2014년 7월 1일 청주시, 청원군 통합(상당구 낭성면)

## 개요
낭성면은 북쪽은 산당산을 접점으로 동쪽은 인경산, 남쪽은 국사봉, 서쪽은 선도산으로 둘러 싸인 산악지대이며, 산당산에서 발원한 감천은 면 중앙부를 남유하여 한강으로 흐르고 국사봉과 머그미고개에서 흐르는 물은 무심천을 따라 금강으로 흐르는 분지를 이루고 있다.

## 행정 구역
| 법정리 | 한자명 | 행정리                    | 비고     |
| ------ | ------ | ------------------------- | -------- |
| 관정리 | 官井里 | 관정1리, 관정2리          |          |
| 귀래리 | 歸來里 | 귀래리                    |          |
| 추정리 | 楸亭里 | 추정1리, 추정2리, 추정3리 |          |
| 호정리 | 浩亭里 | 호정1리, 호정2리          |          |
| 이목리 | 梨木里 | 이목1리, 이목2리          | 면소재지 |
| 문박리 | 文博里 | 문박리                    |          |
| 인경리 | 仁景里 | 인경리                    |          |
| 지산리 | 芝山里 | 지산1리, 지산2리, 지산3리 |          |
| 갈산리 | 葛山里 | 갈산리                    |          |
| 삼산리 | 三山里 | 삼산1리, 삼산2리          |          |
| 현암리 | 玄岩里 | 현암리                    |          |
| 무성리 | 武城里 | 무성1리, 무성2리          |          |
| 12리   |        | 21법정리                  |          |

## 특산물
- 복분자

## 주요 시설
- 낭성면 행정복지센터
- 낭성우체국
- 낭성치안센터
- 낭성면 종합복지회관
- 미원낭성농협(낭성지점)

## 교육
- 낭성초등학교 (이목리)
  - 갈산분교 (폐교) - 낭성면 갈산1길 19 (갈산리)